# Auckland City Football Club
Ne doit pas être confondu avec Auckland Football Club, club créé en 2024 et qui dispute le championnat d'Australie.
Maillots
Actualités
L'Auckland City Football Club est un club de football néo-zélandais basé à Auckland. Le club fait partie des 32 clubs néo-zélandais qui jouent en National League (plus connu sous le nom de Championnat de Nouvelle-Zélande de football). Il dispute ses matchs au Kiwitea Street, d'une capacité de 5 000 places. 
Fondé en 2004, il devient rapidement un club phare du pays et du continent océanique.

## Histoire

### Leadership néo-zélandais
Lors de la saison inaugurale du nouveau Championnat de Nouvelle-Zélande 2004-2005 qui est organisé autour de franchises sous la coupe des fédérations régionales de football, Auckland City CF remporte son premier titre après avoir dominé la saison régulière. En finale, le club se défait du Waitakere United sur le score de 3-2. En Ligue des Champions de l'OFC, Auckland termine troisième de sa poule derrière le club australien du Sydney FC et le club polynésien AS Pirae et est éliminé après deux défaites contre ces deux derniers clubs et une victoire contre le Sobou FC (Papouasie-Nouvelle-Guinée).
Il réédite cette performance l'année suivante (2005-2006), un nouveau titre de saison régulière et une nouvelle finale contre le même adversaire Waitakere. La finale tourne à l'avantage d'Auckland aux tirs au but (4-3) après un nul 3-3. En Ligue des Champions, le club réussit à s'extirper de la phase de groupe (phase de groupe qui se dispute chez elle) avec trois victoires contre l'AS Pirae (1-0), le club des Îles Salomon, Marist FC (3-1) et le club papou Sobou FC (7-0). En demi-finale, ils affrontent le club Fidjien Nokia Eagles qu'ils écartent 9-1 puis au North Harbour Stadium en finale remporte leur premier titre continental contre l'AS Pirea sur le score de 3-1. En fin d'année, le club dispute la Coupe du monde des clubs au Japon où il est éliminé au premier tour contre le club égyptien vainqueur de la Ligue des champions d'Afrique d'Al Ahly SC (0-2) puis connaît une seconde défaite en match de classement pour la 5e place contre le club sud-coréen Chonbuk Hyundai Motors vainqueur de la Ligue des Champions d'Asie (0-3), Auckland termine donc 6e et dernier de ce tournoi.

### Duel Auckland-Waitakere sur le continent océanique

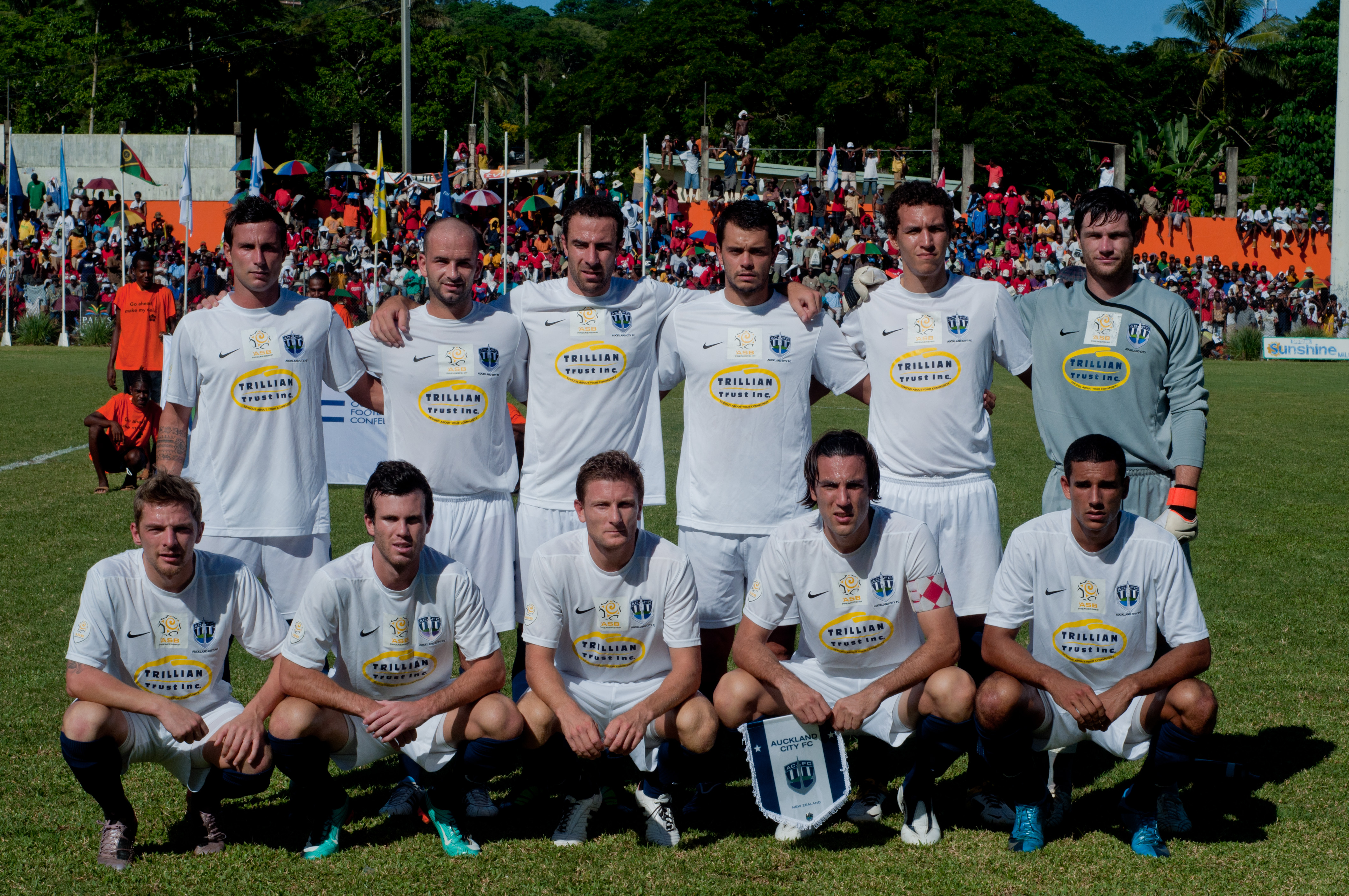
Équipe première d'Auckland City en 2011

Lors de la saison 2006-2007, le club ne remporte pas la saison régulière et termine 3e derrière Waitakere United et YoungHeart Manawatu. Qualifié en play-off, il affronte YoungHeart Manawatu pour une place en finale qu'il remporte 3-1. En finale, il retrouve Waitakere qu'il bat 3-2 et s'adjuge son troisième titre d'affilée. En Ligue des Champions de l'OFC 2007, il tombe dans le groupe de leur compatriote de Waitakere (qui remplace le club de Vanuatu Port Vila Sharks qui a déclaré forfait) avec qui ils se partagent les points au terme d'un match nul 2-2, c'est donc à la différence de buts que se déterminent le classement des deux clubs en phase de poule puisqu'ils remportent leurs matchs respectifs, c'est Waitakere qui se qualifie pour la finale grâce à une meilleure différence de buts.
Lors de la saison 2007-2008, Auckland termine second de la phase régulière derrière Waitakere. En play-off, il affronte à domicile Team Wellington que ce dernier bat sur le score de 4-3 après prolongations. Après quatre titres consécutifs, Auckland est dépossédé de son titre par Waitakere qui bat Team Wellington 2-0. En Ligue des Champions, Auckland retrouve de nouveau Waitakere en phase de poule accompagné du club tahitien AS Manu-Ura. Auckland bat à deux reprises l'AS Manu Ura mais perd chez elle 1-0 contre Waitakere, au match retour malgré l'ouverture du score d'Auckland, le club est contraint au match nul et c'est de nouveau Waitakere qui se qualifie pour la finale.
Pour la saison 2008-2009, pour la troisième année consécutive, le club ne parvient pas à remporter la saison régulière du Championnat de Nouvelle-Zélande, second derrière leur rival le plus sérieux qu'est Waitakere. En play-offs, malgré une défaite au match aller 3-1 contre YoungHeart Manawatu, il se qualifie pour la finale grâce à une victoire 3-0 au match retour. En finale, Auckland City FC remporte son quatrième Championnat en cinq éditions en battant Waitakere 2-1. En Ligue des Champions de l'OFC, ils sont tenus en échec d'entrée sur leur pelouse par Waitakere (2-2), ils battent ensuite à deux reprises Port Vila Sharks (2-0 et 8-1) avant de chercher leur qualification sur le terrain de Waitakere 3-1 pour la finale. En finale, Auckland est confronté au champion des Îles Salomon du Koloale FC Honiara. Dès le match aller, le titre est quasiment assuré grâce à une victoire 7-2 sur le terrain de Koloale FC, au match retour Auckland remporte son deuxième titre continental avec un match nul 2-2 devant 1 250 spectateurs et se qualifie pour la prochaine Coupe du monde des clubs.
Le club, qualifié pour la Coupe du Monde des Clubs 2025 à 32 clubs, est d'emblée battu 10-0 par le Bayern Munich, la plus large défaite de la compétition. Les néo-zélandais perdent ensuite sur le score de 6--0 contre le Benfica avant d'obtenir un match nul 1-1 contre Boca Juniors.

## Palmarès
| Compétitions nationales | Compétitions internationales |
| - Championnat de Nouvelle-Zélande (9) (record) - Champion : 2005, 2006, 2007, 2009, 2014, 2015, 2018, 2020, 2022 et 2024 - Vice-champion : 2011, 2013, 2016, 2017 - Coupe de Nouvelle-Zélande (1) - Vainqueur : 2022 | - Ligue des champions de l'OFC (13) (record) - Champion : 2006, 2009, 2011, 2012, 2013, 2014, 2015, 2016, 2017, 2022, 2023, 2024 et 2025 - Coupe du monde des clubs de la FIFA - Troisième : 2014 |

## Personnalités du club

### Joueurs emblématiques
- Xavi Roca
- Tamati Williams

### Entraineurs
Liste des entraîneurs d'Auckland City FC :
- Allan Jones (2004–2006)
- Roger Wilkinson (2006)
- Paul Marshall (2006–2007)
- Colin Tuaa (2007–2008)
- Paul Posa (2008–2010)
- Aaron McFarland et  Ramon Tribulietx (2010–2011)
- Ramon Tribulietx (2011–2019)
- José Figueira (2019–2021)
- Albert Riera (2021–)